# Батин
 Тази статия е за селото в Североизточна България.  За острова в река Дунав вижте Батин (остров).  
Батѝн е село в Северна България. То се намира в община Борово, област Русе.

## География
Намира се на близо километър от брега на река Дунав и е краен пункт на пътя от село Обретеник (разклон на главен път I-5 от Русе за Велико Търново). Селото е разположено в ниската част на хълмиста местност, в близост до първа заливна тераса на река Дунав. Типичните за района варовикови скали са богати на водни каверни, което осигурява на селото непрекъснат достъп до изворна питейна вода дори в най-сухите периоди от годината.

## История
На 26 август 1810 година край селото се провежда битка между руските сили начело с генерал Николай Каменски и османските водени от сераскер Кушакчи, като част от Руско-турската война от 1806-1812 година. Руснаците излизат победители в битката.
През 2019 година е построен паметник на 41 герои от Батин, загинали във войните от 1912 до 1945 г.

## Население и религии
Към края на 2023 г. в Батин живеят 459 души по настоящ адрес по данни от ГРАО. Преобладаващо е населението с турски произход (61,4 %, 2011 г.). В селото има църква и новопостроена джамия.

## Културни и природни забележителности
Точно срещу селото, в българска акватория, се намира едноименният остров Батин.

## Личности
- Атанас Атанасов (р.1959), политик, о.з. генерал
- Иван Илиев (р.1946), български борец
- Иван Чокоев (р.1935) музикант, ръководител на оркeстър „Чанове“
- Хамди Басри Ибиш (р.1963) кмет на село Батин.

## Други
На арабски „батин“ означава таен, скрит.